# Vale Maria do Meio

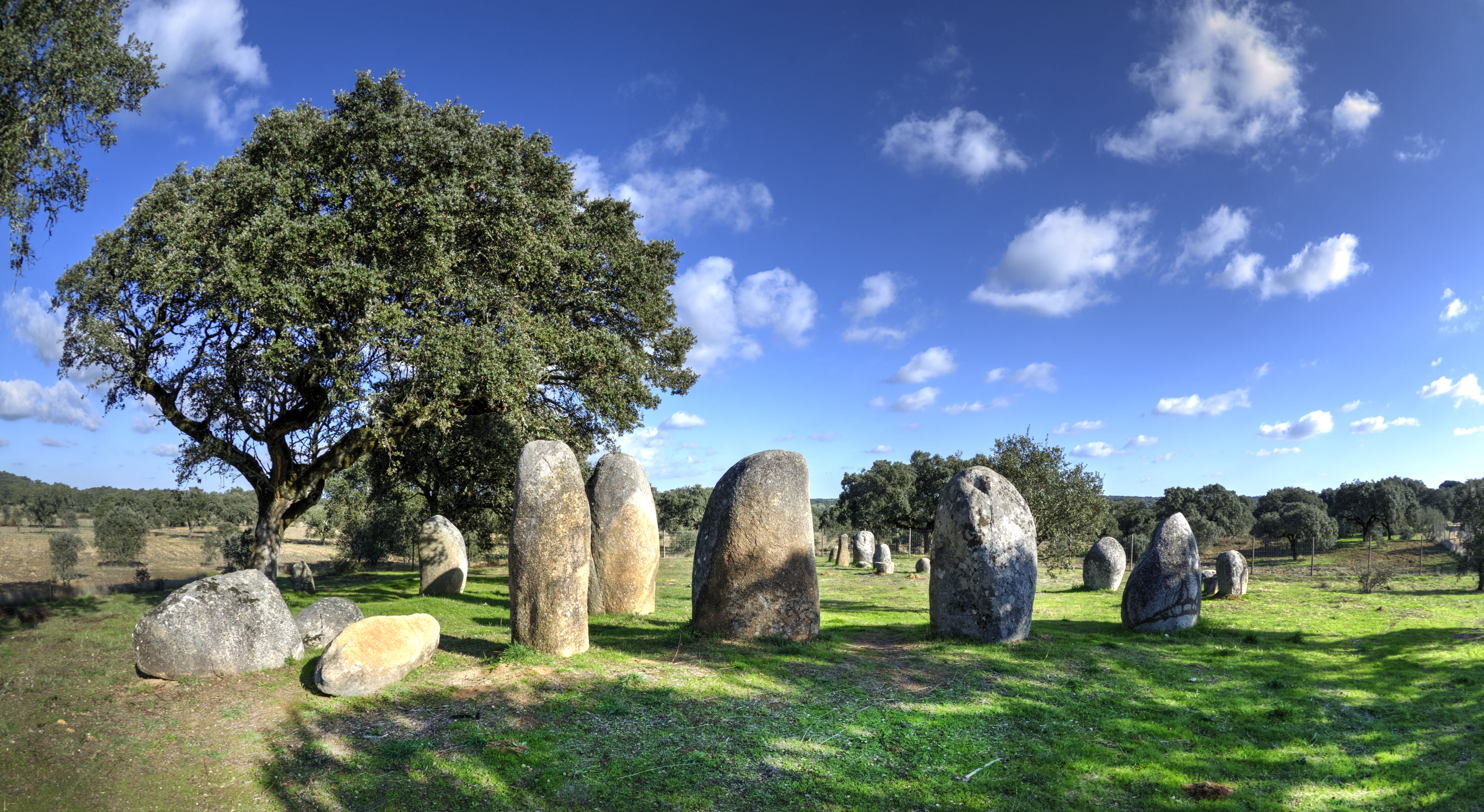
Steinkreis von Vale Maria do Meio

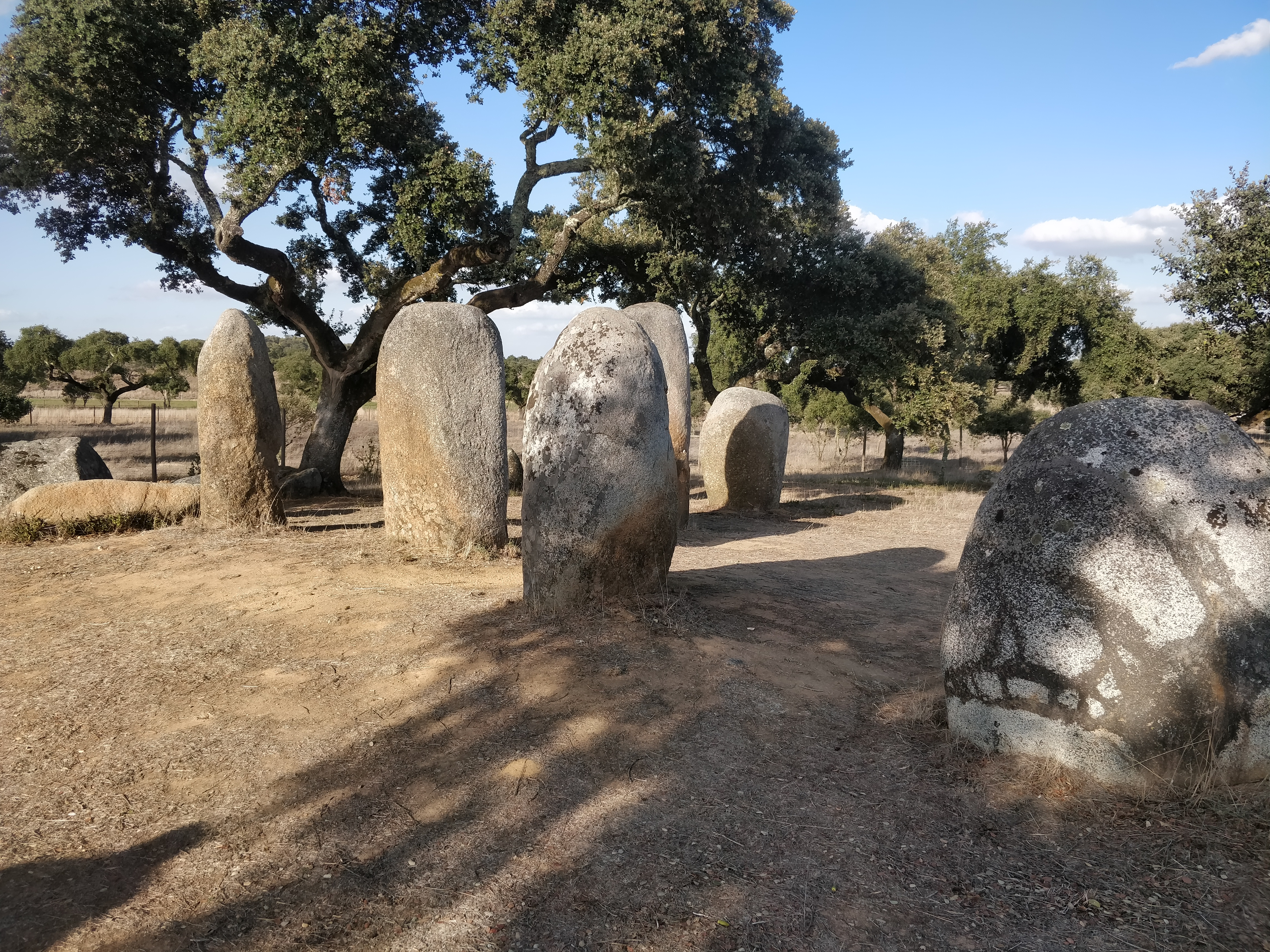
Dto.

Der Cromlech von Vale Maria do Meio liegt nordwestlich von Évora, nördlich der Autoestrada A6 etwa 7 km entfernt von der Portela de Mogos in Portugal. In der Nähe liegen der Steinkreis und der Menhir von Almendres sowie das Menhirpaar von San Sebastião.

## Steine
Der auf der Ostseite stärker beschädigte Steinkreis besteht aus 21 erhaltenen Menhiren. Die meisten der etwa 2 bis 3 m hohen Steine sind seitlich und an der Spitze abgerundet, was auf menschliche Bearbeitung schließen lässt. Mehrere Steine sind in der Mitte am dicksten  (Bauchung).

## Ritzungen
Einer der Steine zeigt eine Ritzung in Form von schwachen Umrissen eines Gesichtes, einer Kette und möglicherweise einer Vulva. Ein anderer hat geometrische Ritzungen von Stäben, Halbmonden, Kreisen und Vierecken.